# Elecciones a las Cortes Valencianas de 1991
Las Elecciones a las Cortes Valencianas de 1991 se celebraron el 26 de mayo, en el marco de las elecciones autonómicas de 1991. El Partit Socialista del País Valencià-PSOE ganó por mayoría absoluta y el socialista Joan Lerma fue investido Presidente de la Generalidad Valenciana.

## Disolución de las Cortes y convocatoria de elecciones
El artículo 23.4 del Estatuto de Autonomía de la Comunidad Valenciana establece que la disolución y convocatoria de nuevas elecciones a las Cortes Valencianas se debe realizar por medio de un decreto del presidente de la Generalidad, el cual entrará en vigor el día de su publicación en el Diario Oficial de la Generalitat Valenciana (DOGV). En el mismo sentido se pronuncian los artículos 42 de la Ley Orgánica 5/1985 del Régimen Electoral General y 14 de la Ley 1/1987 Electoral Valenciana.
De este modo, las elecciones fueron convocadas el 2 de abril de 1991, tras publicarse en el DOGV el «Decreto 4/1991, de 1 de abril, del Presidente de la Generalitat Valenciana, de disolución de las Cortes Valencianas y convocatoria de elecciones a las mismas», firmado el mismo día por el presidente de la Generalidad Valenciana Joan Lerma, previa deliberación del Consejo de la Generalidad Valenciana. En el decreto, se disolvían las Cortes Valencianas elegidas el día 10 de junio de 1987, se convocaban elecciones autonómicas para el día 26 de mayo de 1991 y se establecía el número de diputados a elegir en cada circunscripción electoral, sumando un total de 89:
- Circunscripción electoral de Alicante: 30 diputados.
- Circunscripción electoral de Castellón: 22 diputados.
- Circunscripción electoral de Valencia: 37 diputados.

Además, se fijaba que la campaña electoral tendría una duración de quince días, desde las cero horas del día 10 de mayo de 1991 hasta las veinticuatro horas del día 24 de mayo de 1991. Finalmente, indicaba que la sesión constitutiva de las nuevas Cortes Valencianas tendría lugar el día 18 de junio de 1991 a las 11:00 horas en el Palacio de Benicarló de Valencia.

## Candidaturas

### Candidaturas con representación previa en las Cortes Valencianas
A continuación, se muestra la lista de las candidaturas electorales que obtuvieron representación en las últimas elecciones a las Cortes Valencianas. Las candidaturas aparecen enumeradas en orden descendente de escaños obtenidos en las anteriores elecciones. Así mismo, los partidos y alianzas que conforman el gobierno en el momento de las elecciones están sombreados en verde claro.
| Candidatura | Candidatura                       | Integrantes      | Candidato/a | Candidato/a                  | Diputados previos (1987) |
| ----------- | --------------------------------- | ---------------- | ----------- | ---------------------------- | ------------------------ |
|             | Partido Socialista Obrero Español | PSPV-PSOE        |             | Joan Lerma (Presidente e.f.) | 42                       |
|             | Partido Popular                   | PPCV             |             | Pedro Agramunt               | Nuevo                    |
|             | Centro Democrático y Social       | CDS              |             | Alejandro Font de Mora       | 10                       |
|             | Unión Valenciana                  | Unión Valenciana |             | Héctor Villalba              | 6                        |
|             | Esquerra Unida del País Valencià  | EUPV             |             | Albert Taberner              | 4                        |
|             | Unitat del Poble Valencià         | UPV              |             | Pere Mayor                   | 2                        |

### Resto de candidaturas
A continuación, se muestra un listado con todas las candidaturas proclamadas por la Junta Electoral de la Comunidad Valenciana ordenadas alfabéticamente, junto con los candidatos de cada provincia. En negrita se resalta el candidato o la candidata a la presidencia de la Generalidad Valenciana en aquellos casos en que se haya comunicado.
|                                                    | Alianza por la República (AR)                        |                                  | Joaquín José Herrando Gimeno   | José Blas Ortega Llavador     |
|                                                    | Democracia Socialista (DS)                           | Juan Vicente Álvarez Romero      | José Manuel Esteve Monfort     | Joan Bolufer Andrés           |
|                                                    | Frente Nacional (FN)                                 |                                  |                                | Vicente Martorell Eixarch     |
|                                                    | Los Verdes (LV)                                      | Francisco Javier Esquembre Menor | Clara Rosario Rebolledo Gaudes | Jordi Bigas Balcells          |
|                                                    | Los Verdes de Alicante-Unión Verde (LVA-UV)          | Beatriz García Escribano         |                                |                               |
|                                                    | Partido Cantonalista del País Alicantino (ALICANTON) | Mariano Ruiz Ballester           | Antonio Santos García          | María Dolores García Meseguer |
|                                                    | Plataforma d'Esquerres (PE)                          | Julio Díaz Díaz                  | Rosario Margarita Sanz Alonso  | Lucila Pilar Aragó Carrión    |
|                                                    | Unió Nacionalista Valenciana (UNV)                   |                                  |                                | Antonio García Carpio         |
| Fuente: Junta Electoral de la Comunidad Valenciana |                                                      |                                  |                                |                               |

## Sondeos
| Sondeo                                                              | Sondeo     | PSPV-PSOE                                                          | PPCV       | UV     | EUPV   | CDS    | Diferencia |       |       |          |
| ------------------------------------------------------------------- | ---------- | ------------------------------------------------------------------ | ---------- | ------ | ------ | ------ | ---------- | ----- | ----- | -------- |
| Sondeo                                                              | Sondeo     | Demoscopia/El País Fecha toma de datos: del 4 al 7 de mayo de 1991 | Porcentaje | 39,40% | 28,30% | 10,80% | Diferencia | 8,30% | 4,50% | 11,10 pp |
| Escaños                                                             | 44         | Demoscopia/El País Fecha toma de datos: del 4 al 7 de mayo de 1991 | 30         | 7      | 8      | 0      | 14         |       |       |          |
| Metra Seis/El Independiente Fecha toma de datos: 12 de mayo de 1991 | Porcentaje | 40,40%                                                             | 23,60%     | 10,20% | 7,80%  | 7,00%  | 16,80 pp   |       |       |          |
| Metra Seis/El Independiente Fecha toma de datos: 12 de mayo de 1991 | Escaños    | 42-44                                                              | 25-27      | 7-8    | 6      | 7      | 17         |       |       |          |
| Sigma Dos/El Mundo Fecha toma de datos: 18 de mayo de 1991          | Porcentaje | 40,00%                                                             | 23,00%     | 10,90% | 9,10%  | 5,10%  | 17,00 pp   |       |       |          |
| Sigma Dos/El Mundo Fecha toma de datos: 18 de mayo de 1991          | Escaños    | 41-43                                                              | 25-27      | 8-9    | 7-9    | 4-5    | 16         |       |       |          |
| ICP-Research/Diario 16 Fecha toma de datos: 19 de mayo de 1991      | Porcentaje | 33,20%                                                             | 21,40%     | 5,30%  | 6,00%  | 3,90%  | 11,80 pp   |       |       |          |

## Resultados

### Autonómico
Aquí se muestran los resultados totales de las candidaturas que obtuvieron al menos el 5% de los votos emitidos.
|  | 42,85 % |

|  | 27,82 % |

|  | 10,36 % |

|  | 7,53 % |

|  | 3,81 % |

|  | 3,68 % |

|  | 2,93 % |

|  | 1,03 % |

|  | 69,24 % |

b Respecto a la representación de cada uno en la coalición IU-UPV de 1987.

### Resultado por provincias
| Candidaturas | Candidaturas                               | Candidaturas | Alicante | Alicante | Alicante | Alicante    | Castellón | Castellón | Castellón | Castellón   | Valencia | Valencia | Valencia | Valencia    |
| Candidaturas | Candidaturas                               | Candidaturas | Votos    | %        | Esc.     | Crecimiento | Votos     | %         | Esc.      | Crecimiento | Votos    | %        | Esc.     | Crecimiento |
| ------------ | ------------------------------------------ | ------------ | -------- | -------- | -------- | ----------- | --------- | --------- | --------- | ----------- | -------- | -------- | -------- | ----------- |
|              | Partido Socialista del País Valenciano     | PSPV-PSOE    | 279.594  | 45,12    | 16       | 2           | 103.069   | 41,82     | 11        | Sin cambios | 477.766  | 42,61    | 18       | 1           |
|              | Partido Popular de la Comunidad Valenciana | PPCV         | 207.159  | 33,43    | 12       | 12          | 87.908    | 35,67     | 9         | 9           | 263.550  | 23,50    | 10       | 10          |
|              | Unión Valenciana                           | UV           | 10.794   | 1,74     | 0        | Sin cambios | 12.953    | 5,26      | 1         | 1           | 184.379  | 16,44    | 6        | Sin cambios |
|              | Esquerra Unida del País Valencià           | EUPV         | 45.458   | 7,34     | 2        | 2           | 11.964    | 4,85      | 1         | 1           | 93.820   | 8,37     | 3        | 3           |

### Diputados electos
Tras estos resultados, la Junta Electoral de la Comunidad Valenciana proclamó como diputados de las Cortes Valencianas para la legislatura 1991-1995 a los siguientes candidatos:
| Elecciones a las Cortes Valencianas de 1991 Diputados electos | Elecciones a las Cortes Valencianas de 1991 Diputados electos | Elecciones a las Cortes Valencianas de 1991 Diputados electos | Elecciones a las Cortes Valencianas de 1991 Diputados electos | Elecciones a las Cortes Valencianas de 1991 Diputados electos |
| Candidatura                                                   | Candidatura                                                   | Alicante | Castellón | Valencia |
| ------------------------------------------------------------- | ------------------------------------------------------------- | --- | --- | --- |
|                                                               | PSPV-PSOE (45 diputados)                                      | 1. Antonio García Miralles 2. Emilio Soler Pascual 3. Antonio Escarré Esteve 4. Alfonso Arenas Férriz 5. José Asensi Sabater 6. Paloma Gómez Ossorio 7. Diego Maciá Antón 8. Antonio Moreno Carrasco 9. Miguel Antonio Millana Sansaturio 10. Martín Sevilla Jiménez 11. Hermenegildo Rodríguez Pérez 12. Concepción Pérez Morales 13. Luis Gabriel Torregrosa Mira 14. Ramón Berenguer Prieto 15. Francisca Benabent Fuentes 16. José Luis Gomis Gavilán | 1. Ernesto Fenollosa Ten 2. Ernesto Nabás Orenga 3. Rosa María Morte Julián 4. Juan Callao Capdevila 5. Avelino Roca Albert 6. Artemi Vicent Rallo Lombarte 7. Joaquín Nebot Monzonís 8. Carmen Monzó Juan 9. Ignacio López Arribas 10. José Ramón Tiller Fibla 11. José Luis Nebot Martí | 1. Joan Lerma Blasco 2. Antonio Birlanga Casanova 3. Luis Font de Mora Montesinos 4. María Antonia de Armengol Criado 5. Vicent Enric Soler Marco 6. Julio Millet España 7. Antonio Castro Leache 8. Segundo Bru Parra 9. Carmen Begoña Gómez-Marco Pérez 10. Salvador Almenar Palau 11. Leandro Picher Buenaventura 12. Víctor Fuentes Prósper 13. Vicente Miguel Garcés Ramón 14. Ana María Castellanos Vilar 15. Juan Villalba González 16. José Garés Crespo 17. Elena María Martín Yáñez 18. Jesús Puig Noguera |
|                                                               | PPCV (31 diputados)                                           | 1. Eduardo Zaplana Hernández-Soro 2. Rafael Maluenda Verdú 3. Juan Antonio Montesinos García 4. Miguel Valor Peidró 5. Manuel Ortuño Cerdá 6. Vicente Pérez Devesa 7. Carlos Rafael Alcalde Agesta 8. Manuel Lorente Belmonte 9. Anatolio García Villarroyo 10. Pedro Ángel Hernández Mateo 11. José Joaquín Ripoll Serrano 12. Juan Antonio Rodríguez Marín                                                                                              | 1. Enrique Eduardo Gómez Guarner 2. Fernando Vicente Castelló Boronat 3. Daniel Ansuátegui Ramo 4. Eduardo Escrig Reverter 5. Manuel Ramírez Valentín 6. José Vives Borrás 7. Luis Tena Ronchera 8. Vicente Aparici Moya 9. Luciano Guillermo Monzonís Rey                                | 1. Pedro Agramunt Font de Mora 2. Martín Luis Quirós Palau 3. Vicente Sanz Monlleó 4. María Rita Barberá Nolla 5. Carlos González Cepeda 6. Joaquín Calomarde Gramage 7. Rafael Sanchis Perales 8. Serafín Castellano Gómez 9. Jorge Lamparero Lázaro 10. José Manuel Botella Crespo |
|                                                               | Unión Valenciana (7 diputados)                                | | 1. Joaquín Farnós Gauchía | 1. Héctor Villalba Chirivella 2. Fernando María Giner Giner 3. Manuel Giner Miralles 4. Filiberto Crespo Samper 5. Fermín Artagoitia Calabuig 6. Maria Àngels Ramón-Llin Martínez |
|                                                               | EUPV (6 diputados)                                            | 1. Alfredo Alfonso Botella Vicent 2. Pasqual Mollà Martínez | 1. Francesc Colomer Sánchez | 1. Albert Taberner Ferrer 2. Juan Pedro Zamora Suárez 3. Ángeles Gloria Marcos Martí |
| Fuente: Cortes Valencianas                                    |                                                               | | | |

## Investidura del presidente de la Generalidad
| Joan Lerma (PSPV-PSOE)     | 9 de julio de 1991 Mayoría requerida: absoluta (45/89) | Sí   | 45 |    |   |   | 45/89 |
| Joan Lerma (PSPV-PSOE)     | 9 de julio de 1991 Mayoría requerida: absoluta (45/89) | No   |    | 31 | 7 | 6 | 44/89 |
| Joan Lerma (PSPV-PSOE)     | 9 de julio de 1991 Mayoría requerida: absoluta (45/89) | Abs. |    |    |   |   | 0/89  |
| Fuente: Cortes Valencianas |                                                        |      |    |    |   |   |       |